# Eleccions municipals de 2015 a Tarragona
El 24 de maig, juntament amb la resta de l'estat, va haver eleccions municipals a Tarragona, per escollir 27 regidors, entre els 90.930 habitants que hi havia al cens. En total, la participació va ser d'un 56%.

## Antecedents
El 2011, les eleccions van acabar amb victòria clara del PSC de Josep Fèlix Ballesteros amb més de 17.000 vots i 12 regidors. Qui sortia reforçat dels anteriors comicis, era la dreta de la ciutat, ja que CiU, amb el candidat Albert Abelló i el PP d'Alejandro Fernàndez van obtenir 7 diputats, i els dos partits gairebé amb el mateix percentatge de vot. També cal destacar l'entrada al consistori d'ICV EUiA de mà d'Arga Sentís.

### Eleccions 2015, La campanya i moments preelectorals
Campanya tranquil·la a la ciutat de Tarragona. Els candidats es van dedicar més a proposar i difícilment van entrar amb discussions entre ells. El més destacable de les eleccions, en aquell moment era la incògnita del que podria passar i quins partits podrien formar part de l'oposició. En aquells dies, la victòria del PSC era quasi segura tot i la pèrdua de vots que podria tenir. Per altra banda, el PP i CiU, tenien l'esperança d'aguantar els resultats del 2011. Els Populars van mantenir el candidat, Alejandro Fernández, mentre que els convergents van triar a Albert Abelló, expresident de la cambra de comerç. ICV EUiA, es va presentar en solitari, i també tenia la idea general de mantenir l'escó. A part d'aquests hi havia més candidats que no van entrar 4 anys abans. ERC amb Pau Ricomà, C's amb Ruben Viñuales, la CUP amb Laia Estrada i una candidatura municipalista nascuda en aquells mesos anomenada Ara Tarragona amb Emili Rivelles.
Com veurem a continuació amb els sondeigs en aquestes candidatures, és que l'entrada de C's, ERC, i CUP, era quasi segura, ICV era bastant probable mentre que Ara Tarragona va haver de mantenir-se a l'espectativa fins al final de la nit.

## Candidatures
| Partit                                                                 | Candidat                | dreta-esquerra   | Ideologia                                 |
| ---------------------------------------------------------------------- | ----------------------- | ---------------- | ----------------------------------------- |
| Partit dels Socialistes de Catalunya (PSC)                             | Josep Fèlix Ballesteros | centre-esquerra  | Socialdemocràcia, federalisme             |
| Convergència i Unió (CiU)                                              | Albert Abelló           | centre-dreta     | Nacionalisme català, democràcia cristiana |
| Partit Popular de Catalunya (PP)                                       | Alejandro Fernández     | dreta            | Nacionalisme espanyol, conservadorisme    |
| Iniciativa per Catalunya Verds-Esquerra Unida i Alternativa (ICV-EUiA) | Arga Sentís             | esquerra         | Ecologisme, justícia social               |
| Ciutadans (C's)                                                        | Rubén Viñuales          | centre-dreta     | Nacionalisme espanyol, transversalisme    |
| Esquerra Republicana de Catalunya (ERC)                                | Pau Ricomà              | centre-esquerra  | Socialdemocràcia, independentisme català  |
| Canditatura d'Unitat Popular (CUP)                                     | Laia Estrada            | extrema-esquerra | Comunisme, independentisme català         |

Altres partits sense representació
| Partit                                                   | Candidat          | dreta-esquerra  | Idiologia                                 |
| -------------------------------------------------------- | ----------------- | --------------- | ----------------------------------------- |
| Ara Tarragona (ARA)                                      | Emili Rivelles    | centre-dreta    | Tarragonisme, liberalisme                 |
| Guanyem Tarragona (GANEMOS)                              | Pablo Muñoz       | centre          | Transversal, big Tent                     |
| Partit Animalista contra el Maltractament Animal (PACMA) | Laura García      | centre-esquerra | Animalisme, big tent                      |
| Escons en Blanc (EB)                                     | José Luis Clabuig | apolític        | Canvi sistema electoral, big tent         |
| Unió, Progrés i Democràcia (UPyD)                        | Jesús Merodio     | centre          | Nacionalisme espanyol, social-liberalsime |
| Alternativa Motor i Esports (AMD)                        | Francisco Ovejero | centre          | Drets dels conductors, ecologisme         |

## Sondeigs
| Data | Candidatura | PSC  | CIU | PP  | ICV EUiA | ERC | C's | CUP | ARA | GANEMOS |
| ---- | ----------- | ---- | --- | --- | -------- | --- | --- | --- | --- | ------- |
| 2015 | Resultats   | 9    | 3   | 4   | 1        | 4   | 4   | 2   | 0   | 0       |
| 24/5 | TV3         | 9-11 | 4-5 | 4   | 0-1      | 2-3 | 3-4 | 2-3 | 0   | 0-1     |
| 20/5 | Gesop       | 9-10 | 4-5 | 3-4 | 2        | 2-3 | 4-5 | 0-1 | 0   | 0       |
| 2011 | Resultats   | 12   | 7   | 7   | 1        | 0   | 0   | 0   | -   | -       |

Prediccions, enquestes internes
| Data | Candidatura | PSC | CIU | PP | GUANYEM* | ICV-EUiA | ERC | C's | CUP | ARA |
| ---- | ----------- | --- | --- | -- | -------- | -------- | --- | --- | --- | --- |
| 2015 | Resultats   | 9   | 3   | 4  | -        | 1        | 4   | 4   | 2   | 0   |
| 13/5 | MiC         | 5   | 4-5 | 3  | -        | 0-1      | 5   | 5   | 1-2 | 1-2 |
| 2/3  | PSC         | 10  | 6   | 6  | 2        | amb G    | 2   | 1   | 0   | 0   |
| 2/3  | CDC         | 10  | 8   | 7  | 1        | amb G    | 1   | 0   | 0   | 0   |
| 2/3  | PP          | 9   | 7   | 7  | 2        | Amb G    | 1   | 1   | 0   | 0   |
| 2011 | Resultats   | 12  | 7   | 7  | -        | 1        | 0   | 0   | 0   | -   |

## Resultats[8]
| Núm. | Partit   | Escons 15' | Vots 15' | % 15' | Escons 11' | Vots 11' | % 11' | +/- Escons | +/- % |
| ---- | -------- | ---------- | -------- | ----- | ---------- | -------- | ----- | ---------- | ----- |
| 1    | PSC      | 9          | 14.333   | 28.4  | 12         | 17.826   | 37.0  | -3         | -8.6  |
| 2    | C's      | 4          | 7.218    | 14.3  | 0          | 827      | 1.7   | +4         | +12.0 |
| 3    | ERC      | 4          | 5.944    | 11.7  | 0          | 1.914    | 4.0   | +4         | +7.7  |
| 4    | PP       | 4          | 5.799    | 11.5  | 7          | 9.917    | 20.6  | -3         | -9.1  |
| 5    | CiU      | 3          | 5.546    | 10.9  | 7          | 9.920    | 20.7  | -4         | -9.8  |
| 6    | CUP      | 2          | 4.180    | 8.2   | 0          | 1.099    | 2.3   | +2         | +5.9  |
| 7    | ICV EUiA | 1          | 2.853    | 5.7   | 1          | 2.602    | 5.6   | =          | +0.1  |
| 8    | ARA TGN  | 0          | 1.858    | 3.7   | -          | -        | -     | =          | +3.7  |
| 9    | GANEMOS  | 0          | 1.149    | 2.3   | -          | -        | -     | =          | +2.3  |
| 10   | PACMA    | 0          | 676      | 1.3   | 0          | 295      | 0.6   | =          | +0.7  |
| 11   | EB       | 0          | 255      | 0.5   | 0          | 523      | 1.0   | =          | -0.5  |
| 12   | UPyD     | 0          | 131      | 0.3   | 0          | 180      | 0.4   | =          | -0.1  |
| 13   | AMD      | 0          | 56       | 0.1   | 0          | 102      | 0.2   | =          | -0.1  |

## Regidors electes
Relació de regidors electes:
| Núm. | Nom                              | Llista | Llista      |
| ---- | -------------------------------- | ------ | ----------- |
| 1    | Josep Fèlix Ballesteros Casanova |        | PSC-CP      |
| 2    | Rubén Viñuales Elías             |        | C’s         |
| 3    | Elvira Ferrando Gómez            |        | PSC-CP      |
| 4    | Pau Ricomà i Vallhonrat          |        | ERC-MES-MDC |
| 5    | Alejandro Fernández Álvarez      |        | PP          |
| 6    | Albert Abelló Hierro             |        | CiU         |
| 7    | Javier Villamayor Caamaño        |        | PSC-CP      |
| 8    | Laia Estrada Cañón               |        | CUP-PA      |
| 9    | Pedro Sánchez Martínez           |        | C’s         |
| 10   | Begoña Floria Eseberri           |        | PSC-CP      |
| 11   | Mònica Alabart i Calvó           |        | ERC-MES-MDC |
| 12   | Inmaculada Rodríguez Moranta     |        | PP          |
| 13   | Josep M. Milà Rovira             |        | PSC-CP      |
| 14   | Arga Sentís Maté                 |        | ICV-EUiA-E  |
| 15   | Josep Maria Prats Batet          |        | CiU         |
| 16   | Lorena Roldán Suárez             |        | C’s         |
| 17   | Ana Santos Gorraiz               |        | PSC-CP      |
| 18   | Jordi Martí Font                 |        | CUP-PA      |
| 19   | Pablo Pérez Herrero              |        | PSC-CP      |
| 20   | Xavier Puig i Andreu             |        | ERC-MES-MDC |
| 21   | Jordi Roca Mas                   |        | PP          |
| 22   | Cristina Guzmán Roset            |        | CiU         |
| 23   | Sonia Orts Leiva                 |        | C’s         |
| 24   | Ivana Martínez Valverde          |        | PSC-CP      |
| 25   | Francesc Roca Rosell             |        | PSC-CP      |
| 26   | Jordi Fortuny i Guinart          |        | ERC-MES-MDC |
| 27   | José Luís Martín García          |        | PP          |